# Велики-Борак
Велики-Борак (серб. Велики Борак) — населённый пункт в Сербии, округе Белград, общине Бараево.

## Население
В селе проживает 1287 жителей, из которых совершеннолетних 1060. Средний возраст — 42,4 года (мужчины — 40,7 года, женщины — 44,1 года). В населённом пункте 459 домохозяйств, среднее число членов в которых — 2,80.
|            | Этносы | Численность |
| ---------- | ------ | ----------- |
|            | сербы  | 1248        |
| черногорцы | 7      |             |
| цыгане     | 6      |             |
| югословены | 5      |             |
| македонцы  | 3      |             |
| муслимане  | 2      |             |